# التصوير المقطعي للبطن والحوض
يعتبر التصوير المقطعي للبطن والحوض أحد تطبيقات التصوير الطبقي المحوري، وهو طريقة حساسة لتشخيص أمراض البطن. يستخدم بشكل روتيني لتحديد مرحلة السرطان ومتابعة العلاج والنكس، ويفيد في دراسة أسباب الألم البطني الحاد (خاصة في الربع السفلي الأيمن والأيسر، في حين يعتبر التصوير بالأمواج فوق الصوتية الفحص الأساسي لألم الربع العلوي الأيمن للبطن). يفيد التصوير المقطعي للبطن والحوض أيضًا لتشخيص وتقييم حالات مثل حصيات الكلى والتهاب الزائدة الدودية والتهاب البنكرياس والتهاب الرتوج وأم دم الأبهر البطني وانسداد الأمعاء، بالإضافة لذلك يعد التصوير المقطعي المحوسب الخط الأول للكشف عن أذية أحشاء البطن والحوض بعد الرضوض.

## الميزات
يمكن للتصوير المقطعي المحوسب متعدد الشرائح أن يحدد بوضوح البنى التشريحية في البطن، وهو أمر بالغ الأهمية في تشخيص الفتق الحجابي الداخلي وغيره من الفتوق غير المحسوسة أو غير المتوقعة. يوفر التصوير المقطعي المحوسب متعدد الشرائح أيضًا تفاصيل واضحة لجدار البطن ما يسمح بتشخيص فتوق جدار البطن بدقة.

## التصوير مع حقن مادة ظليلة
يمكن استخدام التصوير المقطعي المحوسب للبطن بطرق عديدة، وغالبًا ما يجرى التصوير باستخدام مرحلة واحدة، لكن بعض الحالات مثل أورام الكبد والبنكرياس والكلية، ورضوض البطن، يُفضل إجراؤها على مراحل متعددة.
يجب دراسة كل حالة فردية بشكل دقيق لاتخاذ القرار المناسب حول طريقة التصوير الأفضل اعتمادًا على عدة عوامل، منها: أعراض المريض والأمراض المرافقة، والهدف الأساسي هو الحصول على أفضل تشخيص مع أقل جرعة أشعة ممكنة. يمكن إجراء التصوير المقطعي المتباين من خلال حقن مادة ظليلة في الوريد (يعتمد توقيت الحقن على مرحلة تعزيز التباين المطلوب ونظام تقييم العضو).

### التصوير المقطعي بدون حقن
فوائد التصوير المقطعي بدون حقن محدودة للتمييز بين الأنسجة الرخوة، لكن هذه الطريقة عالية الدقة لدراسة الأعضاء التي يدخل الكالسيوم في تركيبها مثل حصيات الكلية والشرايين المتصلبة والعظام، ويمكن استخدامها لتشخيص العديد من الأمراض في منطقة البطن والحوض، مثل: تقييم حصيات الكلى والحالب، وتقييم النزف داخل البطن، وتقييم العديد من الأمراض النسائية.

### طور وريد الباب
يعد التصوير الطبقي في طور وريد الباب أكثر أسلوب شيوعًا لتصوير البطن والحوض، إذ يبدأ التصوير بعد حوالي 60 – 90 ثانية من حقن المادة الظليلة في الوريد.
تستخدم هذه الطريقة لدراسة تشخيص عدد من الحالات، مثل: ألم بطني غير محدد، فتق، إنتان، الكتل الصلبة باستثناء الأورام الوعائية وأورام الكبد، وفي معظم الحالات يكون التصوير المقطعي في طور وريد الباب كافيًا للوصول للتشخيص بدقة إلا في استثناءات قليلة جدًا.

### الطور الشرياني المبكر
يعتبر تصوير الأوعية المقطعي المحوسب فعالاً للغاية في تقييم الشرايين، وقد حلَّ محل تصوير الأوعية التقليدي إلى حد كبير بسبب قلة المخاطر والتأثيرات الجانبية والقدرة على تصوير البطن بالكامل. يجرى التصوير بعد إعطاء جرعة سريعة من المادة الظليلة في الوريد (3-7 مل/ثانية) خلال المرحلة الشريانية المبكرة (15-35 ثانية بعد الحقن) وعندها يكون تركيز المادة الظليلة في الشرايين مرتفعًا، وتُأخذ الصور عادة باستخدام شرائح رقيقة للغاية (<1 مم) ويمكن إعادة بنائها باستخدام برمجيات معقدة. يستخدم تصوير الأوعية المقطعي المحوسب بشكل شائع في الرأس والصدر أيضًا لتقييم الصمات الرئوية وأمهات الدم الشريانية وتشوهات الأوعية الدموية وتسلخ الشرايين والنزف ونقص التروية. تشمل الحالات التي تدرس وتشخص باستخدام تصوير الأوعية المقطعي المحوسب: تقييم أمهات الدم الشريانية في الدماغ والأبهر، دراسة تشريح الشرايين الكبدية أو الحشوية أو الكلوية، تصوير شرايين  الكبد والكلية قبل عملية الزرع.
يستخدم التصوير الشرياني المبكر أحادي الطور في تقييم مرضى الرضوض من خلال فحص كامل الصدر والبطن والحوض مع تصوير الطور الشرياني للصدر، أو مجرد تصوير طور وريد الباب للبطن والحوض بحسب آلية وشدة الرض. يجرى التصوير الوعائي المقطعي بشكل شائع في البطن والحوض لتقييم تشوهات الأوعية الدموية وتقييم النزف. يمكن أيضًا تقييم الاحتشاء المساريقي باستخدام تصوير الأوعية المقطعي المحوسب، وغالبًا ما يُجرى التصوير الوعائي المقطعي بالاشتراك مع التصوير الوعائي للأطراف لتقييم أوعيتها.

### الطور الوريدي الجهازي
لا يعتبر التصوير المقطعي المحوسب المخصص للبنى الوريدية شائع الاستخدام. خلال هذه الطريقة تُعتم معظم البنى الوريدية جزئيًا على الصور الروتينية المعززة بالمادة الظليلة، وتكون هذه الطريقة كافية لمعظم الفحوصات، ولكن في بعض الحالات يكون تقييم الوريد الأجوف السفلي مطلوبًا، ولا بد عندها من استخدام تقنيات خاصة للقيام بهذا الإجراء.

### الطور المتأخر
يشمل الطور المتأخر التصوير في أوقات مختلفة بعد حقن المادة الظليلة، ويمكن أن تتراوح مدة التصوير المتأخرة من بضع دقائق إلى 15 دقيقة أو أكثر. الحالات الأكثر شيوعًا للتصوير المتأخر هي تقييم الكلية ونظام التفريغ البولي (الحالب والمثانة) وأورام الكلى والكبد والغدة الكظرية. يعتبر سرطان الأقنية الصفراوية الذي يحدث داخل الأقنية الصفراوية خارج الكبد أو سرطان الأوعية الصفراوية داخل الكبد سببًا شائعًا لإجراء التصوير المتأخر. أورام القنوات الصفراوية هي أورام ليفية تتعزز المادة الظليلة ببطء، وعادة ما تُصور بعد تأخير من 10 إلى 15 دقيقة، وبنفس الطريقة يمكن تقييم الكتل الكظرية بالتصوير متعدد الأطوار بما في ذلك التصوير المقطعي المحوسب دون حقن، وطور وريد الباب الوريدية، والتصوير المقطعي المحوسب المتأخر بعد 10 دقائق من الحقن، ما يسمح بتقييم ودراسة خصائص تعزيز المادة الظليلة وإفرازها والتي تساعد في التمييز بين الأورام الغدية الكظرية الحميدة والخبيثة.
يمكن أيضًا استخدام الطور المتأخر لتقييم التسريب من الأوعية الدموية عند مرضى الرضوض وتشوهات الأوعية الدموية وأمهات الدم الشريانية.

## اعتبارات خاصة بكل جهاز

### كتل الكبد
قد يكون من المفيد عند تقييم الكتل الكبدية الحصول على صور وريدية وشريانية متأخرة بالإضافة لطور وريد الباب، نظرًا لأن بعض الأورام تظهر بسرعة خلال المرحلة الشريانية (سرطان الكبد، الورم الحميد في الكبد، تضخم العقيدات الكبدية، الأورام الوعائية الخبيثة)، ولكن قد تكون غير واضحة بدقة في طور وريد الباب على وحده، ولكن يجب التأكيد على عدم الحاجة لإجراء صور الطور المتأخر إلا في حال الاشتباه بأورام كبدية أو إذا كانت هناك حاجة لمزيد من توصيف الكتلة الكبدية المشبوهة، لأن الغالبية العظمى من المرضى لن يستفيدوا من إجراء صور في هذا المرحلة، وإذا كانت هناك حاجة إلى تحديد خصائص كتلة الكبد بشكل دقيق وحاسم، فإن التصوير بالرنين المغناطيسي يكون بشكل عام أكثر حساسية ودقة، مع عدم وجود تعرض للأشعة خلال إجرائه.

### كتل البنكرياس
غالبًا ما تُدرس كتل البنكرياس باستخدام التصوير المقطعي للبطن والحوض خلال الطور الشرياني المبكر (لتقييم انتشار الورم للأوعية الدموية وبالتالي إمكانية الاستئصال) والطور المتأخر (لتمييز أورام البنكرياس والتهاب البنكرياس) عادة ما يكون سرطان البنكرياس الغدي كبير الحجم عند مقارنته بالتهاب البنكرياس، تكون معظم أورام البنكرياس الشائعة الأخرى عبارة عن تضخم في الأوعية الدموية، ولكنها تبدو أكثر تعزيزًا للمادة الظليلة عند مقارنتها بالتهاب البنكرياس.